# Верделино
Верделѝно (на италиански: Verdellino; на ломбардски: Erdelì, Ердели) е градче и община в Северна Италия, провинция Бергамо, регион Ломбардия. Разположено е на 172 m надморска височина. Населението на общината е 7568 души (към 2018 г.).